# Арабов Юрій Миколайович
Юрій Миколайович Арабов (25 жовтня 1954, Москва — 27 грудня 2023, там само) — російський прозаїк, поет, сценарист.

## Біографія
Народився 25 жовтня 1954 в Москві. Мати — Олена Антонівна Арабова (1920—1988), після закінчення ВДІКу працював помічником режисера і режисером дубляжу на Кіностудії імені М. Горького. Батько — родом з Тули, де батьки і познайомилися в 1953 на зйомках картини «Васса Желєзнова» Леоніда Лукова. Через п'ять років батьки розлучилися, Юрій залишився з матір'ю. У 1980 він закінчив ВДІК (сценарний факультет, майстерня Миколи Фігуровського і Е. С. Дикого).
Дебютував в кінематографі як сценарист фільму «Одинокий голос людини» (1978). Постійний співавтор Олександра Сокурова, сценарист одинадцяти його стрічок. Не раз звертався до сюжетів «срібного століття» і епохи модерн, характерний приклад — містичний трилер «Пан оформлювач» (1988).
Один з організаторів неформального клубу «Поезія» в Москві (1986), випустив кілька поетичних збірок, серед яких «Автостоп», «Несправжня сага», «Просте життя», «Повітря». Як поет позиціонується метаметафорістом.
Його вірш «Монолог» був опублікований в квітні 1987 в журналі «Юність» в рубриці «Випробувальний стенд».
З 1992 спільно з Тетяною Дубровіною веде майстерню драматургії у ВДІКу, з 1994 очолює кафедру кінодраматургії. У різний час студентами його майстерні були Нана Грінштейн, Дмитро Соболєв, Денис Родімін, Гіві Шавгулідзе, Михайло Дурненков.
Написав сценарії до 20-ти кінофільмів. Є автором сценарію ряду телевізійних проектів: «Справа про» Мертвих душах "", «Доктор Живаго», «Заповіт Леніна». У 2004 за оригінальним сценарієм Арабова режисер Адель Аль-Хадад зняв фільм «Апокриф: музика для Петра і Павла». У 2008 за сценарієм Арабова режисер Кирило Серебренніков поставив фільм «Юріїв день», удостоєний призів на міжнародних кінофестивалях.
Є автором романів «Біг-біт», «Чудо», «Зіткнення з метеликом», а також збірки кінопрози «Сонце і інші кіносценарії» і книжки есе «Механіка доль».

## Нагороди та премії
- Лауреат премії Каннського кінофестивалю за сценарій фільму «Молох» (1999).
- Лауреат Пастернаковскої премії (2005).
- Лауреат незалежної премії «Тріумф» (2008).
- Лауреат кінопремії «Ніка» за сценарії фільмів «Телець» і «Сонце».
- Лауреат премії «Золотий орел» За найкращий сценарій (фільм «Орда») (2012).

## Фільмографія
- 1987 — Самотній голос людини
- 1987 — Скорботна бездушність
- 1988 — Дні затемнення
- 1988 — Пан оформлювач
- 1989 — Присвячений
- 1989 — Врятуй і збережи
- 1990 — Коло друге
- 1990 — Микола Вавилов
- 1990 — Сфінкс
- 1992 — Присутність
- 1992 — Серце не камінь
- 1993 — Тихі сторінки
- 1997 — Мати і син
- 1999 — Молох
- 2000 — Телець
- 2002 — Гра в модерн
- 2002 — Півтора кота
- 2004 — Сонце
- 2004 — Апокриф: музика для Петра і Павла
- 2005 — Справа про «Мертвих душах» (серіал)
- 2005 — Доктор Живаго (серіал, премія ім. Б. Пастернака за сценарій) [6]
- 2006 — Жах, який завжди з тобою
- 2007 — Заповіт Леніна (серіал)
- 2008 — Юріїв день
- 2009 — Чудо
- 2009 — Півтори кімнати, або Сентиментальна подорож на батьківщину
- 2011 — Фауст
- 2012 — Орда
- 2015 — Орлеан

## Книги Арабова
- Арабов Ю. Просте життя. — М .: Московський робочий, 1991. (Вірші, в конволюте з книгою віршів «Референдум» Ніни Іскренко)
- Арабов Ю. Несправжня сага. — Париж: AMGA, 1992. (Вірші)
- Арабов Ю. Механіка доль. — М .: Парад, 1997. (Есе)
- Арабов Ю. Біг-біт. — М .: Андріївський прапор, 2003. (Роман-мартиролог)
- Арабов Ю. Чудо. — М .: АСТ; Астрель, 2009. (Роман)
- Арабов Ю. Орлеан. — М .: АСТ, 2011. — 224 с. — 4000 екз. — ISBN 978-5-17-072648-6. (Роман)
- Арабов Ю. Земля. — М .: РА Арсис-Дизайн, 2012. — 208 с. — 1000 екз. — ISBN 978-5-904155-22-3. (Вірші)
- Арабов Ю. Зіткнення з метеликом. — М .: АСТ, 2014. — 352 с. — 2500 екз. — ISBN 978-5-17-085777-7. (Роман)